# Loxogenes arcanum
Loxogenes arcanum är en plattmaskart. Loxogenes arcanum ingår i släktet Loxogenes och familjen Lecithodendriidae. Inga underarter finns listade i Catalogue of Life.